# Belendorffite
La blendorffite è un minerale scoperto nel 1992 a Moschellandsberg in Germania. Il minerale è stato dedicato al collezionista e ingegnere tedesco Klaus Belendorff. È dimorfico della kolymite.

## Morfologia
La belendorffite è stata scoperta sotto forma di un nodulo. Si presenta anche in pseudocubi e masse compatte. Il colore argenteo si altera rapidamente diventando prima giallo e poi bruno nerastro.